# Народний артист СРСР
Народний артист СРСР — почесне звання для діячів мистецтва СРСР, одна з найвищих форм нагород та заохочень видатних митців. Затверджене Постановою Центрального виконавчого комітету СРСР від 6 вересня 1936 року. Присвоєння звання відбувалося Верховною Радою СРСР (раніше ЦВК СРСР) за поданням Міністерства культури СРСР (раніше Всесоюзного комітету у справах мистецтв). Усього звання надано 1006 митцям.

## Положення про звання
Положення про звання затверджено Указом Президії Верховної Ради СРСР від 28 березня 1980 року. Опис нагрудного знаку «Народний артист СРСР» затверджено Указом Президії Верховної Ради СРСР від 19 серпня 1985  року. Згідно з Положенням, звання надавалося 
| «найвидатнішим діячам мистецтва за особливий вклад у розвиток радянського театру, музики, кіно, цирку, телебачення та рідіомовлення та виховання творчої зміни». |

## Вперше та востаннє
Першими народними артистами СРСР 6 вересня 1936 стали 13 осіб. Серед них українська співачка Марія Литвиненко-Вольгемут, український актор і режисер Панас Саксаганський.
Останніми народними артистами СРСР 21 грудня 1991 стали російські актори Олег Янковський і Софія Пілявська.